# Санока
Санока (пол. Sanoka) — село в Польщі, у гміні Радлув Тарновського повіту Малопольського воєводства.
Населення — 241 особа (2011).
У 1975-1998 роках село належало до Тарновського воєводства.

## Демографія
Демографічна структура станом на 31 березня 2011 року:
|          | Загалом | Допрацездатний вік | Працездатний вік | Постпрацездатний вік |
| -------- | ------- | ------------------ | ---------------- | -------------------- |
| Чоловіки | 110     | 26                 | 72               | 12                   |
| Жінки    | 131     | 33                 | 75               | 23                   |
| Разом    | 241     | 59                 | 147              | 35                   |